# Liste der Bodendenkmäler in Amberg (Schwaben)
Auf dieser Seite sind die Bodendenkmäler in der schwäbischen Gemeinde Amberg zusammengestellt. Diese Tabelle ist eine Teilliste der Liste der Bodendenkmäler in Bayern. Grundlage ist die Bayerische Denkmalliste, die auf Basis des Bayerischen Denkmalschutzgesetzes vom 1. Oktober 1973 erstmals erstellt wurde und seither durch das Bayerische Landesamt für Denkmalpflege geführt wird. Die folgenden Angaben ersetzen nicht die rechtsverbindliche Auskunft der Denkmalschutzbehörde.

## Bodendenkmäler der Gemeinde

### Bodendenkmäler im Ortsteil Amberg
| Lage                                         | Objekt | Akten-Nr.     | Bild           |
| -------------------------------------------- | --- | ------------- | -------------- |
| Amberg (Standort)                            | Burgstall des Mittelalters und Schloss der frühen Neuzeit.                                                                                    | D-7-7930-0001 |                |
| Amberg Kirchplatz 4; Kirchplatz 3 (Standort) | Mariä Heimsuchung (Amberg) Mittelalterliche und frühneuzeitliche Befunde im Bereich der Katholischen Pfarrkirche Mariä Heimsuchung in Amberg. | D-7-7930-0072 | weitere Bilder |